# Коммунизация
Теория коммунизации — теория и ультралевая идея, которая понимает коммунизм не как политическую идеологию, а как процесс, который в ходе социальной революции немедленно начинает заменять все капиталистические общественные отношения коммунистическими. Таким образом, теория отвергает диктатуру пролетариата и государственный социализм как переходный этап, которые, по мнению сторонников теории, воспроизводят капитализм. Теория коммунизации лежит в основе левого коммунизма и анархического коммунизма.
Термин «коммунизация» в этом контексте был придуман Жилем Дове после майских беспорядков во Франции 1968 года в попытке объяснить их провал.

## История
Ранние представления
Истоки теории коммунизации прослеживаются в книге необабувиста Теодора Дезами «Кодекс сообщества». Вместо переходного этапа между ними Дезами предлагал постепенную отмену государства и «коммунизацию общественных отношений» посредством прямого прекращения торговли.
В книге «Завоевание хлеба» анархо-коммунист Пётр Кропоткин призвал к немедленной экспроприации всей собственности в целях обеспечения благополучия для всех после периода революции. Он также предложил немедленную коммунизацию социальных отношений, которая интегрировала бы в этот процесс как сельскохозяйственных, так и промышленных рабочих, удовлетворяя потребности каждого из них. Но анархо-коммунисты пришли к разногласиям относительно того, какую форму примет коммунизация. Некоторые пришли к выводу, что настоящими агентами социальной революции будут сами повстанцы, а не организованный рабочий класс. Критикуя рабочее движение как реформистское, эта антиорганизационная тенденция пришла в пользу агитации безработных, экспроприации продуктов питания и проведения пропаганды действием.
Хотя английский социалист Уильям Моррис критиковал эту анархистскую тенденцию, считая её теорию и практику «реакционной», в своем «Манифесте английских социалистов» 1893 года Моррис также призывал социалистов посвятить себя немедленному осуществлению «полной коммунизации промышленности, к которой уже готовы экономические формы и почти подготовлены умы людей».
Современная концепция
После событий 1968 года французский коммунист Жиль Дове придумал современную концепцию коммунизации, опираясь на более ранние работы Карла Маркса и Петра Кропоткина, которые определили элементы коммунизма, уже существовавшие в обществе. Дове отверг концепцию коммунизма как политической платформы, которая будет реализована после захвата власти, поскольку предыдущие движения, которые сделали это, фактически не реализовали коммунизм после своих революций. Вместо этого Дове призвал к «коммунизации», которая «разрушит все разделения» и создаст условия для обращения товаров без денег, захвата рабочих мест и передачи их в общественную собственность, закрытию любых рабочих мест, которые не могут функционировать, не вызывая отчуждения, отмене специального образования и разрушения домохозяйств, состоящих из одной семьи.
После волны протестов безработицы во Франции в конце 1990-х годов был создан коллектив Tiqqun, идеология которого была смесью повстанческого анархизма, постструктурализма и постмарксизма. Коллектив стал характеризовать свою антиавторитарную форму коммунизма термином «коммунизация», имея в виду период восстания, который приведёт к структурным изменениям в обществе. Tiqqun отвергал узурпацию, которая, по их мнению, превратила бы тех, кто пришёл к власти, в новый правящий класс, но вместо этого призывал к «революции, основанной на преобразовании повседневной жизни».